# Stazione di Astragalus alopecurus di Cogne
Stazione di Astragalus alopecurus di Cogne este o arie protejată (arie specială de conservare — SAC, sit de importanță comunitară — SCI) din Italia întinsă pe o suprafață de 36 ha, integral pe uscat.

## Localizare
Centrul sitului Stazione di Astragalus alopecurus di Cogne este situat la coordonatele 45°38′13″N 7°18′43″E / 45.636959°N 7.311816°E.

## Înființare
Situl Stazione di Astragalus alopecurus di Cogne a fost declarat sit de importanță comunitară în septembrie 1995 pentru a proteja 1 specie de plante și 2 specii de animale. Situl a fost protejat și ca arie specială de conservare în februarie 2013.

## Biodiversitate
Situată în ecoregiunea alpină, aria protejată conține 9 habitate naturale: Grohotișuri silicioase de la nivelul montan până la nivelul zăpezii (Androsacetalia alpinae și Galeopsietalia ladani), Pajiști stepice subpanonice, Formațiuni de Juniperus communis pe lande sau pajiști calcaroase, Pajiști alpine și boreale, Pajiști uscate seminaturale și facies de acoperire cu tufișuri pe substraturi calcaroase (Festuco-Brometalia) (* situri importante pentru orhidee), Roci stâncoase cu vegetație pionieră de Sedo-Scleranthion sau Sedo albi-Veronicion dillenii, Păduri alpine de Larix decidua și/sau Pinus cembra, Pante stâncoase calcaroase cu vegetație casmofită, Pante stâncoase silicioase cu vegetație casmofită.
La baza desemnării sitului se află mai multe specii protejate:
- plante (1): Astragalus alopecurus
- păsări (2): potârnichea de stâncă (Alectoris graeca saxatilis), acvilă de munte (Aquila chrysaetos)

Pe lângă speciile protejate, pe teritoriul sitului au mai fost identificate 7 specii de plante.